# Changing Times
Changing Times is het vierde studioalbum van het Nederlandse duo Laser Dance. Het album kwam uit in 1990 en is geproduceerd en gecomponeerd door Erik van Vliet en Michiel van der Kuy. Dit album is te herkennen aan de steeds terugkomende drums. De cover is het werk van de Nederlandse grafisch ontwerper en componist Edwin van der Laag, die tegelijkertijd samen werkt met Van Vliet aan een ander project, genaamd Syntech. Hoewel de graphics op de covers van eerdere albums Laserdance werden geplaatst, werd zijn naam pas op het vierde album van de band geplaatst. Daarnaast zei Van der Laag in een interview dat Erik van Vliet hem nooit betaald heeft voor het gebruik van zijn werk, met uitzondering van artwork van het album Ambiente.

## Tracklist
Origineel album
A
1. The Challenge (Remix)  5:04
2. A Night Out In Tomorrowland  5:23
3. Brainstorm  5:18
4. Fly Through The Galaxy  5:22

B
1. The Great Wall  5:01
2. Escape From The Forbidden City  5:16
3. Vast Emptiness  5:06
4. The Reunion  5:37

Hotsound Records en Snake's Music cd versie
1. The Challenge (Remix)  5:04
2. A Night Out In Tomorrowland  5:23
3. Brainstorm  5:18
4. Fly Through The Galaxy  5:22
5. The Great Wall  5:01
6. Escape From The Forbidden City  5:16
7. Vast Emptiness  5:07
8. The Reunion  5:37
9. The Challenge (Vocoder Version)  6:30
10. The Challenge (Space Version)  5:20

## Instrumenten
- Roland JX-10
- Roland Juno-60
- Roland Juno-106
- Roland MSQ-100
- Roland TR-808
- Yamaha FB-01
- Yamaha REV 500
- Akai MPC 60
- Korg DVP-1 Digital Voice Processor
- Korg M1
- Korg Polysix
- Korg Monotron Delay
- LinnDrum LM2
- Oberheim OB-Xa
- E-mu Emax
- Ensoniq ESQ-1